# ان‌جی‌سی ۲۵۴۱
ان‌جی‌سی ۲۵۴۱ (انگلیسی: NGC 2541) نام یک کهکشان است.